# Bálint Erika
Bálint Erika (Békéscsaba, 1956. július 26. –) kortárs magyar író.

## Életpálya
Gyöngyösön nőtt fel, és ott érettségizett a Berze Nagy János Gimnáziumban. Első diplomáját 1979-ben szerezte a debreceni Kossuth Lajos Tudományegyetemen magyar-történelem szakon. 1986-ban ugyanitt kapott diplomát mint közművelődési és népművélesi előadó, majd 1993-ban a Szolnoki Főiskolán mint marketingkommunikációs szaküzemgazdász, 1995-ben pedig szakközgazdaként  a BGF Pénzügyi és Számviteli Karának vállalkozási szakirányán. Dolgozott középiskolai tanárként, népművelőként, könyvtárosként, vállalkozóként. 2015 óta szellemi szabadfoglalkozású.
Viszonylag későn, 2016-ban kezdett el írni, azóta, novellái mellett négy regénye jelent meg, az Adj esélyt! (2018), A Nap csókja (2019), az És ott lesz majd a szeretet (2022), valamint a Félszárnyú angyalok (2024)
Regényei mellett novellákat is ír. Tagja a Magyar Irodalomtörténeti Társaságnak. 

## Bibliográfia
REGÉNYEK
- Adj esélyt! Könyvmolyképző Kiadó, 2018.
- A Nap csókja Könyvmolyképző Kiadó, 2019.
- És ott lesz majd a szeretet Könyvmolyképzô Kiadó, 2022.
- Félszárnyú angyalok Ad Librum Kiadó, 2024

NOVELLÁK
- Gyöngyfüzér (antológia, Téged vártalak c. novella) Könyvmolyképző Kiadó 2019.
- Mininovellák, stílusgyakorlatok. MEK OSZK 2019.
- Bea, Opus Irodalmi Folíóirat 2023/6
- Nyári délután színes ballonokkal, Irodalomismeret, 2023/4
- Helyette is, DunApart Magazin 2024/5
- Csereszabatosság, DunApart Magazin 2024/5
- Ecce Homo, A Hetedik Irodalmi Folyóirat, 2024/6
- Nagyvárosi mese, A Hetedik Irodalmi Folyóirat, 2024/6
- A Sánta suzster és a barátság aranyfonala, DunApart Magazin, 2024/8
- A koloniál, Opus Irodalmi Folyóirat, 2024/4